# Виньято, Эмануэль
Эмануэ́ль Винья́то (итал. Emanuel Vignato; род. 24 августа 2000, Неграр, Венеция) — бразильский и итальянский футболист, играющий на позиции полузащитника. Ныне выступает за итальянский клуб «Пиза».

## Карьера
Эмануэль Виньято родился в Неграре и является воспитанником «Кьево». Имеет бразильские корни. С сезона 2016/2017 привлекается к тренировкам с основным составом. 20 мая 2017 года дебютировал в Серии А в поединке против «Рома», выйдя на замену вместо Роберто Инглезе.
Также Эмануэль является игроком основы юношеской сборной Италии до 17 лет. Принимал участие в чемпионате Европы 2017 года среди юношей до 17 лет. Сыграл на турнире все три встречи, вместе с командой не смог выйти из группы.